# 말보로맨

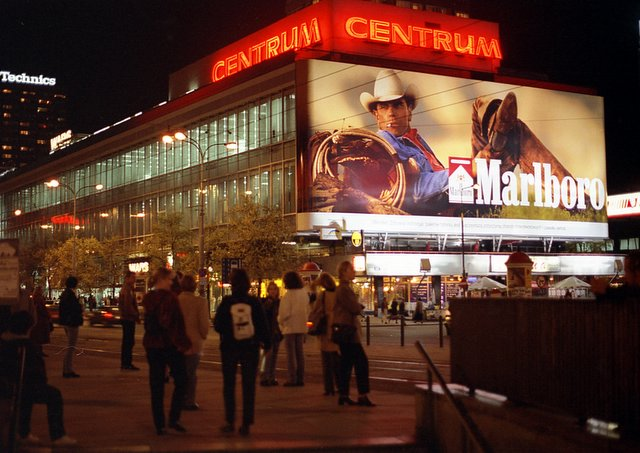

말보로맨(Marlboro Man)은 말보로 담배 광고 캠페인이다. 1954년부터 1999년까지 했으며, 카우보이의 모습을 하고 있다.